# Chuck Close
Charles Thomas Close, conocido como Chuck Close, (Monroe, Washington; 5 de julio de 1940-Oceanside, 19 de agosto de 2021) fue un pintor fotorrealista y fotógrafo estadounidense. Desde 1988, una hemiplejia derecha restringió su capacidad de pintar tan meticulosamente como antes, pero prosiguió su carrera utilizando diversos métodos alternativos para manejar pinceles y brochas, por ejemplo, atándolos a su muñeca.

## Biografía
La mayor parte de sus obras son enormes retratos basados en fotografías (técnica del fotorrealismo o hiperrealismo). En 1962 recibió su titulación (B.A.) en la Universidad de Washington en Seattle. Se graduó (MFA) por la Universidad Yale en 1964. Estuvo en Europa con una beca del Programa Fulbright, regresando a EE. UU. donde trabajó como profesor de arte en la Universidad de Massachusetts. 
En 1969, su trabajo fue incluido en el Whitney Biennial. En 1970, realizó su primera exposición individual. Su trabajo se expuso por primera vez en el Museo de Arte Moderno de Nueva York (MoMA) en 1973.

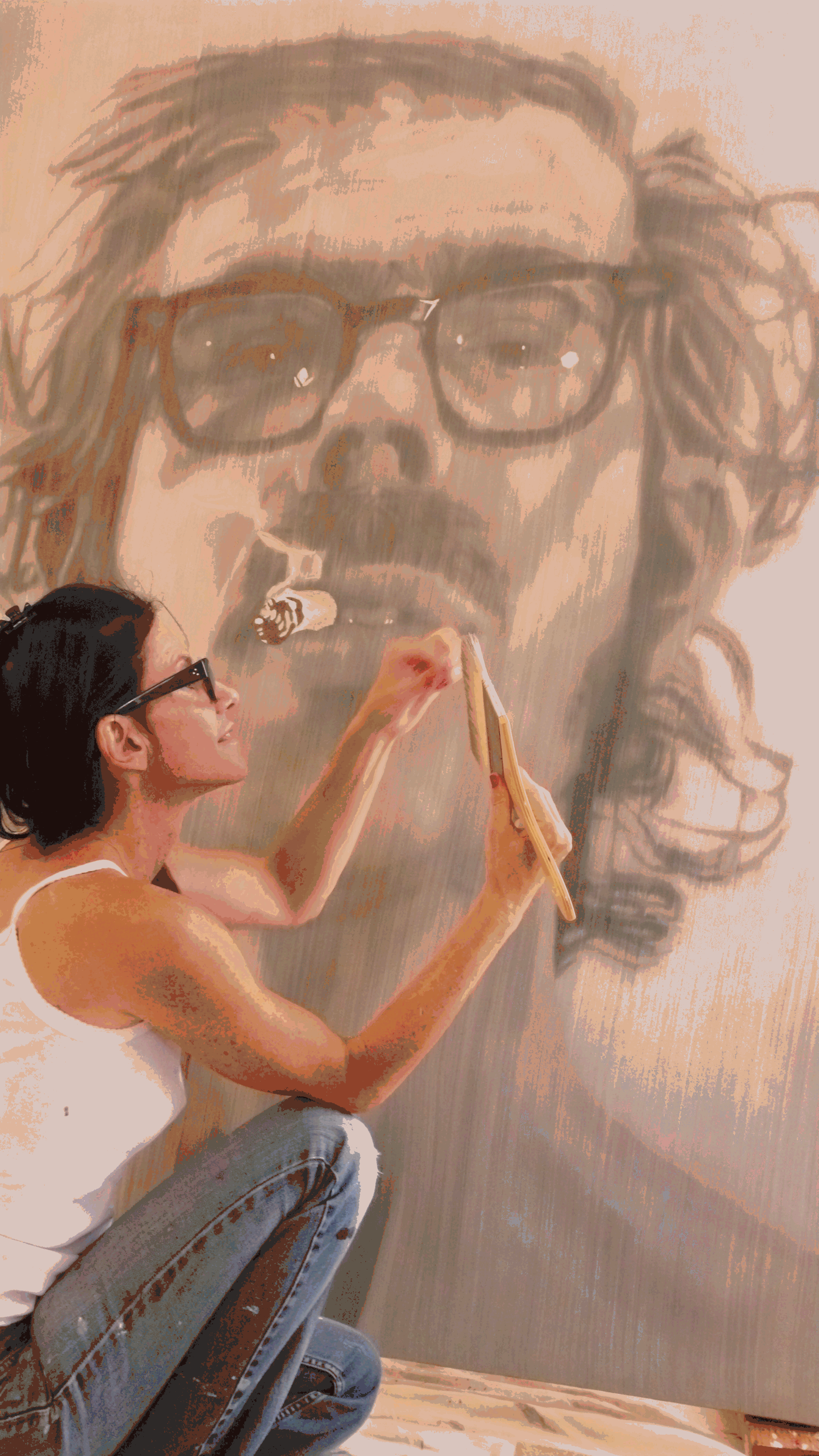
Chuck Close pintado por Alison Van Pelt

Para crear sus obras, Close ponía una malla sobre la foto y sobre el lienzo y copia celda por celda. Sus primeras herramientas para ello incluían un pulverizador, retazos de tela, cuchillas, y una goma de borrar montada sobre una máquina taladradora. Su primer gran cuadro con este método fue su Gran Autorretrato, una ampliación de su cara en blanco y negro sobre un lienzo de 2.73 m por 2.12 m realizado durante cuatro meses en 1968. Produjo otros siete retratos en blanco y negro durante este periodo. Se dice que mencionó utilizar pintura tan diluida en el pulverizador que los ocho cuadros se realizaron con un único tubo de acrílico negro.
Close ha regresado a menudo a las mismas fotos para pintar una y otra vez con técnicas diferentes. Una foto de Philip Glass se incluyó en su serie en blanco y negro de 1969, rehecha con acuarelas en 1977, de nuevo rehecha con tampón y huellas en 1978, y también con papel gris hecho a mano en 1982.
Su trabajo posterior se ha ramificado en mallas no rectangulares, regiones de colores similares tipo mapa topográfico, trabajos en mallas de color CMYK, y el uso de grandes mallas para hacer obvia la naturaleza celular de su trabajo incluso en pequeñas reproducciones -- el Gran Autorretrato está hecho con tanta perfección que incluso una reproducción a toda página en un libro de arte no puede distinguirse de una fotografía normal.
En 1988, Close sufrió un colapso de su arteria espinal, el día que iba a dar una conferencia en una ceremonia de entrega de premios de arte. Se sintió enfermo antes, dio su conferencia, y después acudió con dificultad a un hospital en la calle de enfrente. Pocas horas después era un parapléjico.
Close siguió pintando con un pincel entre los dientes, creando minirretratos en mallas cuadradas preparadas por un asistente. Desde la distancia, estos cuadrados aparecen como una imagen única. Recuperó algún movimiento en su brazo y piernas, y pintaba con una brocha atada a su mano. 
La obra Kiki, completada en 1993, le llevó cuatro meses.
Close vivió en Bridgehampton, Nueva York.
Era miembro de la Academia de Artes y Letras Americana y recibió la Medalla Nacional de las Artes.

## Algunos de sus temas
- Richard Serra
- Nancy Graves
- Philip Glass
- Cindy Sherman
- Alex Katz
- Kate Moss
- Lucas Samaras
- Roy Lichtenstein
- Robert Rauschenberg
- Brad Pitt